# The STEALTH

The STEALTH（ザ ステルス）
2004年音楽製作開始。2007年The STEALTH（ザ ステルス）としての活動をスタート。同時に自身のレーベルCarrier（キャリヤー）をSTAR BOZE RECORDS内6番目のレーベルとして設立。

## 来歴
2008年9月にデビューEP「A Special Moment EP」を発売。2007年11月にセカンドEP「Digital Addict EP」を発売。2008年1月にフル・アルバム『King Of Cadence』を発売。セカンド・アルバム「Symphony for The Uprising」では、  the morning after girls のフロントマン・Martin Sleemanが参加している。2009年には代官山UNIT、2010年には原宿ASTROHALLでのライブを敢行。

## ディスコグラフィ

### EP
- Special Moment EP [ＨＭＶ独占販売] 2007年9月
- Digital Addict EP [タワーレコード独占販売］2007年11月

### スタジオ・アルバム
- King of Cadence 2008年1月
- Symphony For The Uprising 2009年11月